# SS America (1939)
SS América foi um transatlântico e navio de cruzeiro norte-americano operado pela United States Lines e construído pelos estaleiros da Newport News Shipbuilding na Virgínia, Estados Unidos. Projetado pelo notável arquiteto naval americano William Francis Gibbs, a construção começou 22 de agosto de 1938 e foi lançado em 31 de agosto de 1939. O navio entrou em serviço comercial no ano seguinte.
Inicialmente, o navio não foi usado como transatlântico, a função no qual ele havia sido projetado, porque a guerra na Europa resultou na invocação da Lei de Neutralidade, proibindo os navios americanos do comércio nas zonas de guerra. Por vez, ele foi usado apenas como navio de cruzeiro no caribe e costa oeste americana.
Após a entrada dos EUA na guerra em 1942, o navio foi tomado pala marinha do país e renomeado para USS West Point para ser usado como navio de transporte de tropas.
No pós-guerra, o navio passou por reformas e assumiu a função no qual havia sido projetado, agora ao lado do seu novo irmão, o maior e mais rápido SS United States, realizado juntos travessias transatlânticas regulares entre a Europa e Estados Unidos, embora a diferença de tamanho e velocidade dos SS United States tenha ofuscado um pouco o SS América. A partir da década de 1960, a popularização dos voos comerciais transatlânticos, os altos custos operacionais do navio e situação financeira da United States Lines fez com empresa vendesse a embarcação para uma companhia grega no final de 1964.  
Pelos anos seguintes, várias companhias compraram o navio, cada uma usando o navio para uma função diferente e dando nomes distintos.
Naufragou sob o nome American Star em Playa de Garcey, em Fuerteventura, nas Ilhas Canárias, em 18 de janeiro de 1994. Ao longo dos anos, o naufrágio se deteriorou e desmoronou completamente no mar.  A partir 2013, não é mais visível na superfície do oceano e se tornou um recife artificial.